# 15503 Estradioto
15503 Estradioto eller 1999 RD25 är en asteroid i huvudbältet som upptäcktes den 7 september 1999 av LINEAR i Socorro County, New Mexico. Den är uppkallad efter Juliana Davoglio Estradioto.
Asteroiden har en diameter på ungefär 10 kilometer.